# Giorgos Georgiou (político cipriota)

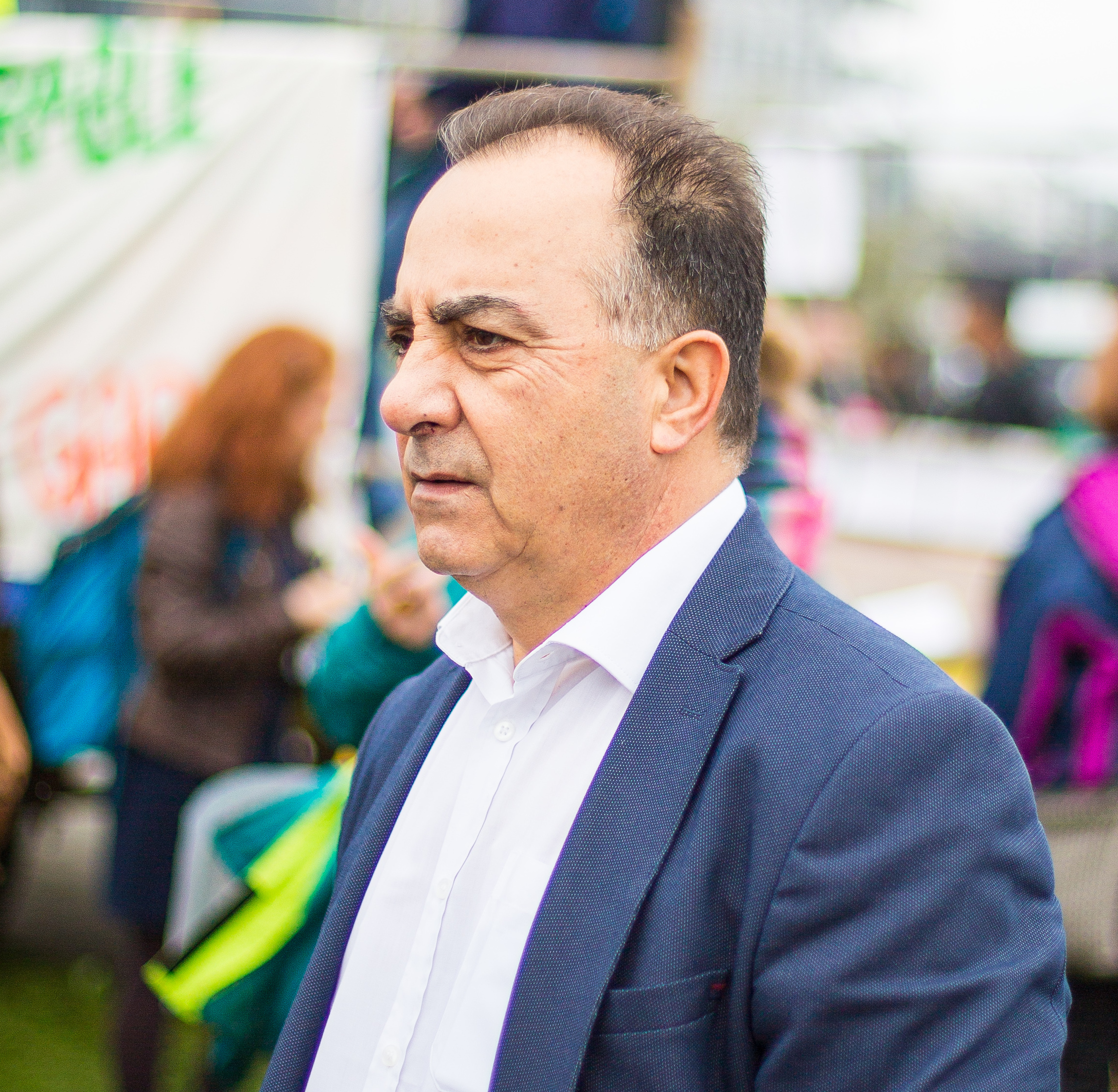
Giorgos Georgiou

Giorgos Georgiou é um político cipriota que actualmente actua como membro do Parlamento Europeu pelo Partido Progressista dos Trabalhadores.